# George Smiley
George Smiley är en litterär figur skapad av romanförfattaren John le Carré. Smiley arbetar som underrättelseofficer för den brittiska underrättelsetjänsten, MI6.
George Smiley har en huvudroll i romanerna Telefon till den döde (Call for the Dead, 1961), Mord i högre skolan (A Murder of Quality, 1962), Mullvaden (Tinker Tailor Soldier Spy, 1974), Käpp i hjulet (The Honourable Schoolboy, 1977), Vinnare och förlorare (Smiley's People, 1979) och en biroll i Spionen som kom in från kylan (The Spy Who Came in from the Cold, 1963), Spegelkriget (The Looking Glass War, 1965), I sanningens tjänst (The Secret Pilgrim, 1990) och Spionernas arv (A Legacy of Spies, 2017).
Smiley har porträtterats i ett antal filmer, tv- och radioproduktioner som är baserade på le Carrés romaner.

## Romaner
- 1961 – Call for the Dead (Telefon till den döde, översättning Ingmar Forsström, Bonnier, 1966) (även utg. som Spionen måste dö)
- 1962 – A Murder of Quality (Mord i högre skolan, översättning Pelle Fritz-Crone, Bonnier, 1965)
- 1963 – The Spy Who Came in from the Cold (Spionen som kom in från kylan, översättning Lena och Cai Törne (pseud. för Cai Melin), Bonnier, 1964)
- 1965 – The Looking Glass War (Spegelkriget, översättning Mons Mossner, Bonnier, 1965)
- 1974 – Tinker Tailor Soldier Spy (Mullvaden, översättning Nils A. Bengtsson, AWE/Geber, 1975)
- 1977 – The Honourable Schoolboy (Käpp i hjulet, översättning Sam J. Lundwall, AWE/Geber, 1978, senare utgiven som En hedervärd skolpojke)
- 1979 – Smiley's People (Vinnare och förlorare, översättning Sam J. Lundwall, AWE/Geber, 1980, senare utgiven som Smileys krets)
- 1990 – The Secret Pilgrim (I sanningens tjänst, översättning Sam J. Lundwall, Bonnier, 1991)
- 2017 – A Legacy of Spies (Spionernas arv, översättning Klas Östergren, Bonnier, 2017)

## Porträtteringar
På film och i TV har han porträtterats av bland andra James Mason (film, 1966), Alec Guinness (TV, 1979 och 1982), Denholm Elliott (TV-film, 1991) och Gary Oldman (film, 2011).